# Левенсон, Барри
Барри Левенсон (англ. Barry Levenson); 18 декабря 1957, Питтсбург, Пенсильвания, США   — американский блюзовый певец, гитарист, автор песен, продюсер. Номинант Blues Music Awards в номинации «Песня года» (2004) . В основном известен как сессионный музыкант и сайдмен, а также гитарист группы Canned Heat. 

## Биография
Барри Левенсон родился в Питтсбурге. Он погрузился в блюз в возрасте 14 лет, когда его друг поставил ему альбом Бадди Гая 1968 года A Man and the Blues, после чего Барри стал учиться играть на гитаре. Вскрое Левенсон начал выступать на местной блюзовой сцене, а также стал работать в студии звукозаписи. Затем он переехал в Бостон, где изучал аранжировку в Школе музыки Беркли. Там он стал домашним гитаристом в главном ритм-энд-блюзовом клубе Бостона Sugar Shack, где аккомпанировал многим звездам R&B и соула, таким как Милли Джексон, Уилсон Пикетт и Соломон Берк. После окончания колледжа уехал в Южную Калифорнию, где играл в составе аккомпанирующих ансамблей  для Биг Мамы Торнтон, Пи Ви Крейтона, Финиса Тасби, Перси Мэйфилда и Лоуэлла Фулсона. Из-за постоянной работы он повредил сухожилие левой руки и был вынужден на несколько лет прекратить играть на гитаре, занимаясь написанием песен, аранжировкой и продюсерской работой. Вскоре он также стал штатным звукооператором на Kent Records. 
В 1994 году записался как сайдмен в альбоме харпера Уильяма Кларка Groove Time , но в основном занимался работой в лейбле: его перу принадлежат аннотации на конвертах многих альбомов, записанных например Ниной Симон, Луи Армстронгом, Джуниором Уэллсом, Кармен МакРей, Ли Конитцем, Чарли Масселуайтом, Ти-Боуном Уокером и Мадди Уотерсом. Также в 1994 году Левенсон выпустил книгу и компакт-диск «Exciting Concepts For Blues Guitar Soloing», в которых он раскрыл приёмы, используемые в блюзовом соло (в 2006 году было выпущено продолжение — Advanced Concepts for Blues Guitar Soloing). 
В 1997 году Левенсон подписал контракт с европейским лейблом Storyville Records и в 1998 году выпустил дебютный альбом Heart to Hand, в записи некоторых треков которого, в основном инструментального альбома, участвовали певцы Джонни Дайер и Финис Тасби. Он сам записывал и продюсировал этот альбом: «Левенсон дарит слушателю целый CD с великолепными гитарными тембрами» . Второй альбом Closer to the Blues вышел в 2000 году, был записан на студии Pacifica Studios в Лос-Анджелесе, Калифорния, с Джейком Сэмпсоном (вокал, бас), Дэйвом Мелтоном (гитара), Джонни Дайером (гармоника), Крисом Дженнингсом, Эллиотом Чаверсом, Филом Краузаком (саксофон), Майком Томпсоном (фортепиано), Дэйвом Кидом (ударные) . После выхода альбома Левенсон получил приглашение на выступления в Европе. Третий альбом Hard Times Won принёс Левинсону номинацию «Песня года» Blues Music Awards за одноимённую песню из альбома. 
В 2006 году Барри Левенсон присоединился к группе Canned Heat, где оставался до 2010 года, записав с группой два альбома, и вернулся к сольной карьере. В 2011 году записал альбом The Late Show: «Левенсон вдохновенно использует свои выдающиеся навыки аранжировщика, предлагая свежий подход к музыке, которой уже более ста лет. В The Late Show каждый найдёт что-то для себя: от виртуозных инструментальных партий, блюза с нотками госпела, чикагского стомпа и техасского шаффла до джазовых вампов и вокальных хитов» . Также про него написали: «The Late Show Барри Левенсона — для поклонников блюза, которые также любят мыслить нестандартно и исследовать джазовую двенадцатитактовую музыку» .
В 2015 году вышел пока последний альбом Левенсона The Visit, получивший хорошие отзывы критиков  

## Дискография
| Год  | Название                            | Лейбл                |
| ---- | ----------------------------------- | -------------------- |
| 1998 | Heart to Hand                       | Storyville Records   |
| 2000 | Closer to the Blues                 | Storyville Records   |
| 2003 | Hard Times Won                      | Storyville Records   |
| 2011 | The Late Show                       | Rip Cat Records      |
| 2015 | The Visit                           | Rip Cat Records      |
| 2017 | Subway Stories (с Иланой Катц Катц) | Vizztone Label Group |